# Christina Booth
Christina Maria Booth (przedtem znana jako Christina Murphy, teraz często znana po prostu jako Christina, ur. 1965) – walijska wokalistka rocka progresywnego i twórczyni muzyki i tekstów.

## Kariera
Obecnie występuje jako wokalistka Magenty od powstania zespołu w 2001, współpracując z Robem Reedem. Wcześniej współpracowali jako Trippa (wraz z Ryanem Astonem na bębnach i perkusji oraz Rhiannon jako wokalistką chórkową), a jeszcze wcześniej w ramach zespołu Cyan.
Grała też jedną z głównych ról w operze rockowej She zespołu Caamora i występowała jako wokalistka na ich albumach.
1 czerwca 2010 wydała swój pierwszy album solowy, nagrany z udziałem Roba Reeda.

## Dyskografia

### Solo
- 2010: Broken Lives and Bleeding Hearts (CD, Tigermoth Records)[5]

### Z Trippa
- 1998: Where Are You (EP, Blue Silver Records)[6]
- 2007: Sorry (CD, Tigermoth Records)[6]

### Z Magenta
- 2007: Night and Day (CD, F2)[7]
- 2008: Metamorphosis (CD, Tigem)[8]

### Z Caamora
- 2008: She (CD, box set, Metal Mind Productions)[9][10]
- 2008: Journey's End (CD, Metal Mind Productions)[11]